# Đỗ Hoàng Diệu
Đỗ Hoàng Diệu là nữ nhà văn người Việt Nam hiện đại. Những tác phẩm nổi bật của cô bao gồm tập truyện ngắn Bóng Đè (2006), tiểu thuyết Lam Vỹ (2017), Máu Rắn (2024 - xuất bản tại Mỹ thông qua Barnes & Noble). Cô được xem là một hiện tượng của văn chương Việt Nam đầu thế kỷ 21. Các tác phẩm của cô thường khai thác những chủ đề nhạy cảm và huý kị, bởi vậy thường bị kiểm duyệt chặt chẽ. Năm 2018, tuyển tập truyện ngắn Lưng Rồng của cô đã được xuất bản bởi Nhà xuất bản Hội nhà văn, nhưng sau đó bị cấm ra mắt sách và hai tháng sau thì có lệnh thu hồi sách. Hiện tại cô vẫn viết rất nhiều nhưng chưa hoặc chưa được xuất bản) và tham gia một số hoạt động diễn thuyết. 

## Tiểu sử
Đỗ Hoàng Diệu sinh ngày 5/2/1976, cô là nhà văn hiện đại, luôn gây bất ngờ người đọc, được xem là hiện tượng của văn chương Việt Nam đầu thế kỷ 21. Từ khi sinh ra tới năm 1986, Đỗ Hoàng Diệu sống tại xã Thanh Thủy, huyện Tĩnh Gia (nay là thị xã Nghi Sơn), phía Đông Nam tỉnh Thanh Hóa, một vùng quê nghèo đậm nét văn hóa đồng bằng Bắc Trung Bộ, với cầu Ghép nơi con sông Yên  bao đời chảy qua. Tất cả đều để lại dấu ấn trong văn chương Đỗ Hoàng Diệu, sâu nặng và mê ám. Sau đó cô lên huyện rồi lên tỉnh học trường chuyên. Dù đã sống xa quê hương gần 40 năm, nhưng con người ngoài đời cũng như con người văn chương Đỗ Hoàng Diệu vẫn giữ nguyên những giá trị văn hóa của vùng quê bình dị nơi cô sinh ra và lớn lên.
Cô hiện sống cùng chồng và hai con ở Athens, Ohio, nơi chồng cô, Alec Holcombe, là giảng viên chuyên ngành Lịch sử, Đại học Ohio. 

## Học vấn
- Chuyên Văn tại Trường chuyên Lam Sơn
- Cử nhân Luật Quốc tế tại Đại học Luật Hà Nội.
- Nghiệp vụ Luật sư tại Học viện Tư Pháp.

## Sự nghiệp
Trước và sau Bóng đè
Năm 2003, sau khi gửi một tập truyện ngắn đến nhiều nhà xuất bản nhưng không nhận được giấy phép cho in, cô gửi truyện Tình Chuột ra nước ngoài. Truyện ngắn này in trên Hợp Lưu số 74 (tháng 12/2003- 1/2004), rồi liên tiếp: Những Sợi Tóc Màu Tang Lễ”(HL 75), Cô Gái Điếm và Năm Người Đàn Ông (HL 76), Bóng Đè (HL 78), Dòng Sông Hủi (HL 80) và Vu Quy (HL 82). Ngay lập tức, cái tên Đỗ Hoàng Diệu đã làm xôn xao văn đàn hải ngoại và dư âm lan về trong nước.
Năm 2004, nhà phê bình Phạm Xuân Nguyên và ông Dương Thắng (nhà sách Kiến Thức) đề nghị Đỗ Hoàng Diệu tập hợp truyện để in thành sách. Sau đó ông Dương Thắng đã gửi bản thảo tập truyện cho Nhà xuất bản Đà Nẵng. Trước đó, nhà văn Hồ Anh Thái chọn truyện ngắn Bóng Đè vào Tuyển tập Văn Mới 2004 - 2005 và đã gây ra các luồng dư luận khác nhau. Nhờ đó nhà văn Đà Linh giám đốc Nhà xuất bản Đà Nẵng lúc bấy giờ đã dũng cảm cấp giấy phép cho in tập truyện nhưng lại cắt đi ba truyện ngắn: Tình chuột, Những Sợi Tóc Màu Tang Lễ, Cô Gái Điếm và Năm Người Đàn Ông. Truyện ngắn Tình Chuột sau đó được in trên báo Tiền Phong và được chọn vào sách “Những truyện ngắn hay trên báo Tiền Phong” do “Nhà Thanh Niên” ấn hành.
Tập truyện đầu tay lập tức đưa tên tuổi Đỗ Hoàng Diệu nổi tiếng khắp cả nước. Văn đàn trong nước gọi Bóng Đè là “hiện tượng văn chương”, là “lợi hại”, là “nổi loạn” và rất nhiều những cụm từ gây chú ý ở cả hai phương diện. Dư luận năm 2005 cho rằng, tập truyện Bóng Đè đã bán được hàng trăm ngàn bản, chưa kể in lậu, sách giả... Theo báo Thể Thao & Văn Hóa, trong năm 2005, Bóng Đè đứng đầu danh sách các tác phẩm bán chạy nhất ở Việt Nam, trên cả Harry Potter, và “năm 2005 là ‘năm Đỗ Hoàng Diệu’”.
Các tác phẩm sau “Bóng đè” đến nay
Sau khi Bóng Đè ra đời, cuối năm 2006, Đỗ Hoàng Diệu lấy chồng, sinh con, sang Mỹ sinh sống, cô vẫn tiếp tục viết nhưng không hoặc không được phép xuất bản trong nước.
-       Năm 2016, sau 11 năm, Đỗ Hoàng Diệu chính thức trở lại với tiểu thuyết Lam Vỹ. Một lần nữa cô chứng minh khả năng viết của mình vẫn “lợi hại” như xưa, vẫn phong cách văn chương tiếp nối từ Bóng Đè nhưng là những trang viết của người đàn bà từng trải, viên mãn, đầy đặn, bản lĩnh.
-        Năm 2018, tuyển tập truyện ngắn Lưng Rồng của Đỗ Hoàng Diệu được xuất bản bởi Nhà xuất bản Hội nhà văn, nhưng sau đó bị cấm ra mắt sách và hai tháng sau thì có lệnh thu hồi cuốn sách.
-       Năm 2024, tiểu thuyết Máu Rắn được xuất bản và phát hành ở Mỹ, trên hệ thống Barnes & Noble. Cuốn sách lập tức gây dư luận và được bạn đọc trong nước săn lùng, kéo theo việc bị làm giả, làm lậu.
-       Hiện cô đã viết xong một số tác phẩm khác nhưng vẫn để “trong ngăn kéo” chờ cơ hội được xuất bản.
Bằng việc xuất bản Máu Rắn, Đỗ Hoàng Diệu lại một lần nữa khẳng định tên tuổi của mình như nhà văn Tạ Duy Anh nhận xét: “Chỉ cần Bóng Đè, Vu Quy, Lưng Rồng… và ngót chục truyện ngắn khác, đã đủ để định danh một cây bút văn xuôi độc đáo trong dựng truyện, với một giọng kể có sức lôi cuốn, ám ảnh đầy ma lực và luôn ở trạng thái bùng nổ, sẵn sàng tung hê hết thảy, cả lịch sử linh thiêng một cách âm u, lẫn những quy tắc được xây cất trên nền quyền lực tuyệt đối. Đỗ Hoàng Diệu luôn khiến bạn đọc ngộp thở, nhiều phen sợ hãi. Có cảm giác đọc chị xong rất ngại giao tiếp với chị. Còn nếu ai dám một lần đối diện với cặp mắt sắc như dao bổ cau của tác giả, thì tốt nhất là nên “thành khẩn” khai báo để được hưởng sự bao dung.”
Đặc biệt, Đỗ Hoàng Diệu từng diễn thuyết tại 5 thành phố lớn của Nhật Bản trong chương trình diễn thuyết mỗi năm một nhà văn châu Á của Bộ ngoại giao Nhật Bản.

## Tác phẩm
- Tập truyện ngắn Bóng Đè, nhà xuất bản Đà Nẵng 2005.
- Tiểu thuyết Lam Vỹ, nhà xuất bản Hội nhà văn 2016.
- Tập truyện ngắn Lưng Rồng, nhà xuất bản Hội Nhà văn 2018.
- Tiểu thuyết Máu Rắn, Barnes & Noble, 2024.

## Quan điểm sáng tác
Đỗ Hoàng Diệu viết truyện ngắn, truyện vừa, tiểu thuyết, tản văn, tiểu luận.
Vừa mượt mà, xúc cảm, vừa tỉnh táo và sắc lẹm. Cách miêu tả và hành văn vừa như mê, như sảng, như lúc đang nhập đồng, nhưng là kiểu nhập đồng bén ngọt và đanh gọn. Không cần phải ẩn sâu bên dưới con chữ, văn của Đỗ Hoàng Diệu hiên ngang hai chữ “thách thức”, rõ ràng chính kiến, bản lĩnh, cái ngang ngạnh bướng bỉnh của “gái xứ Thanh”, dù không đao to búa lớn “cưỡi gió mạnh, đạp luồng sóng giữ, chém cá Kình ở biển khơi”, vẫn ngời khí chất dáng hình con cháu bà Triệu.
Đỗ Hoàng Diệu từng nói “Tôi viết dựa vào linh cảm, mà linh cảm ấy xuất phát từ sự nhạy cảm, rồi sự nhạy cảm liên kết cùng trí tưởng tượng để trí tưởng tượng hoá thành giấc mơ từ hiện thực… Diệu muốn kể lại giấc mơ của mình bằng chính ngôn ngữ của những giấc mơ. Trong lòng biết, giấc mơ ấy là biến hóa của hiện thực cuộc đời, và cũng biết, không phải độc giả nào cũng hiểu và đồng cảm với giấc mơ ma mãnh”. (Thụy Khuê – Nói chuyện với Đỗ Hoàng Diệu)
Ảnh hưởng
Đỗ Hoàng Diệu được đánh giá là nhà văn nữ đương đại gây được sự chú ý lớn nhất trong 10 năm kể từ năm 2005 – 2015, vì trong vòng 10 năm sau đó không có nhà văn nào tại Việt Nam gây được tiếng vang và sự chú ý như Đỗ Hoàng Diệu với Bóng Đè. Cô được xem là tiếng nói mạnh mẽ đấu tranh cho quyền con người, đặc biệt là nữ quyền. 
Ngoài sách in giấy, sách ebook, sách nói, video trên các nền tảng mạng xã hội, YouTube, Podcast, các truyện ngắn đăng lẻ, còn có hàng ngàn các bài viết về nhà văn Đỗ Hoàng Diệu và các tác phẩm của cô trên mạng cũng như báo và tạp chí.
Những tranh cãi về Đỗ Hoàng Diệu đến nay vẫn chưa kết thúc. Vì phong cách nổi loạn và các vấn đề nhạy cảm về chính trị trong các tác phẩm, độc giả vừa háo hức vừa sợ các tác phẩm của cô.
Các tác phẩm của Đỗ Hoàng Diệu, đặc biệt là tập truyện ngắn Bóng Đè đã được nhiều sinh viên các trường Đại học chọn làm đề tài Luận văn, Luận án. 
Những đánh giá
- Nhà phê bình Phạm Xuân Nguyên “… truyện ngắn Bóng Đè của Đỗ Hoàng Diệu đang gây hai luồng trái ngược nhau. Tôi phải nói ngay, với tôi, đây là một truyện ngắn hay, hay cả ở cách viết và nội dung. Trong tâm thế, tâm thức giải mã lịch sử và truyền thống Việt, một xu hướng đã được dấy lên từ thời văn học đổi mới, Đỗ Hoàng Diệu đã tạo được một hình tượng “bóng đè” đầy ám ảnh và dằn vặt” (Tác phẩm hay: phải hết mình – hay là điều kiện cần và đủ để có tác phẩm hay)."
- Nhà giáo Phạm Toàn “Truyện ngắn Ðỗ Hoàng Diệu có cách biểu đạt phóng túng hơn, gần gũi hơn với cách đọc của lớp bạn đọc trẻ. Người ta nhắc nhiều đến lối sử dụng ẩn dụ tình dục để biểu đạt những tâm trạng mang những nội dung xã hội” (Phạm Toàn – Thử phân giải một thành công nghệ thuật qua tập truyện ngắn Bóng đè).
- Nhà văn Nguyễn Huy Thiệp “Viết được truyện ngắn như Bóng đè là khó vô cùng, hiếm vô cùng. Cố gắng của Đỗ Hoàng Diệu chỉ là 1% thôi, còn lại đó là thượng đế, phúc phần ban tặng”
- Nhà văn Nguyên Ngọc từng nói ngôn ngữ trong văn chương của Đỗ Hoàng Diệu “Thắm đẫm nữ tính, tỉnh táo nhiều khi đến tàn nhẫn mà vẫn thật mê hoặc”.
- Nhà văn, nhà viết kịch, nhà biên kịch điện ảnh Nguyễn Quang Lập đánh giá tiểu thuyết Máu Rắn (2024): “Nữ nhà văn Việt chưa được giải gì nhưng viết hay hơn Han Kang là cái chắc.”